# 음력 1월 25일
음력 1월 25일은 음력 1월의 25번째 날이다.

## 사건
- 2003년 - 대한민국 제16대 노무현 대통령 취임.

## 문화
- 1952년 - 대한민국 국회도서관 개관.
- 1991년 - KBS 라디오서울 (AM 792㎑) 폐국.
- 2000년 - 서울 지하철 7호선 신풍 ~ 온수 구간 개통.

## 탄생
- 1888년 - 한국 독립운동가, 정치인 지청천.
- 1966년 - 대한민국의 배우 차광수.
- 1970년 - 대한민국의 배우 최철호.
- 1987년 - 대한민국의 배우 한효주.
- 1988년 - 대한민국의 아나운서 이재은.

## 사망
- 1424년 - 조선 태종의 4녀 정선공주.

## 같이 보기
- 음력 360일: 1월 2월 3월 4월 5월 6월 7월 8월 9월 10월 11월 12월
- 전날:1월 24일 다음날:1월 26일 - 전달:12월 25일 다음달:2월 25일
- 양력:1월 25일
- 음력, 윤달